# Stomopteryx
Stomopteryx é um gênero de traça pertencente à família Agonoxenidae.